# Dufourea montana
Dufourea montana är en biart som först beskrevs av Popov 1957.  Dufourea montana ingår i släktet solbin, och familjen vägbin. Inga underarter finns listade i Catalogue of Life.